# Kostur (Macedonia Północna)

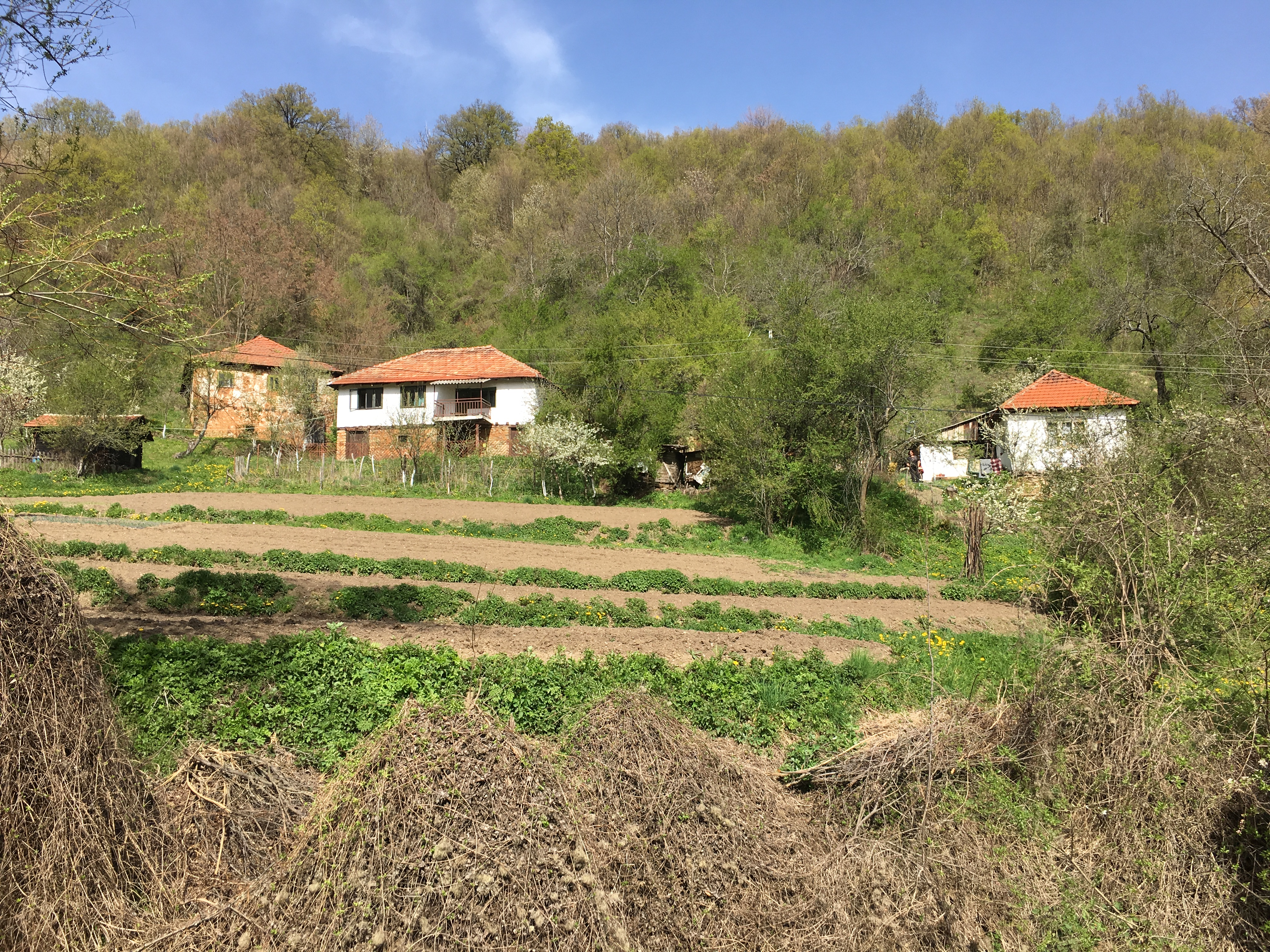
Kostur

Kostur (maced. Костур) – wieś w północno-wschodniej Macedonii Północnej, w gminie Kriwa Pałanka.